# هستون ميتيل-ترانسفيراز
هستون ميتيل-ترانسفيراز((بالإنجليزية: Histone methyltransferase)‏)اختصارا (HMT).هو الانزيم الذي يعدل الانزيمات بما في ذلك هيستون يسين N وميثيل هيستون أرجينين N-)،ويحفز نقل واحد أو اثنين، أو ثلاثة من مجموعات المثيل إلى يسين وأرجينين في بقايا بروتينات الهيستون .

## الانواع
تنقسم فئة من هستون ميتيل-ترانسفيراز .
ترميز بروتينات الجينات البشرية مع نشاط هستون ميتيل-ترانسفيراز في ما يلي:
- ASH1L
- DOT1L
- EHMT1، EHMT2، EZH1، EZH2
- MLL، MLL2، MLL3، MLL4، KMT2E
- NSD1
- PRDM2
- SET، SETBP1، SETD1A، SETD1B، SETD2، SETD3، SETD4، SETD5، SETD6، SETD7، SETD8، SETD9، SETDB1، SETDB2
- SETMAR، SMYD1، SMYD2، SMYD3، SMYD4، SMYD5، SUV39H1، SUV39H2، SUV420H1، SUV420H2

## وصلات اضافية
- GeneReviews/NCBI/NIH/UW entry on Kleefstra Syndrome
- Histone-Lysine+N-Methyltransferase في المكتبة الوطنية الأمريكية للطب نظام فهرسة المواضيع الطبية (MeSH).

- Protein-Arginine+N-Methyltransferase في المكتبة الوطنية الأمريكية للطب نظام فهرسة المواضيع الطبية (MeSH).